# Rüdiger Reinhardt
Rüdiger Reinhardt (* 9. Januar 1960 in Viernheim) ist ein deutscher Psychologe, Autor und Hochschullehrer; seit 2015 ist er Professor für Wirtschaftspsychologie und Empirische Forschung an der Hochschule für Wirtschaft und Umwelt Nürtingen-Geislingen.

## Leben und Wirken
Rüdiger Reinhardt studierte Psychologie, Betriebswirtschaft, Philosophie und Pädagogik an der Universität Kiel und RWTH Aachen mit anschließender Promotion in Arbeitswissenschaften, Erwachsenenbildung und Polytechnik im Jahr 1993 an der Universität Kassel. Es folgte 1993 die Habilitation in Wirtschaftswissenschaften an der TU Chemnitz. Reinhardt war Professor für Personal- und Change Management am MCI Management Center Innsbruck sowie zuvor verantwortlich für das Kompetenzzentrum „Knowledge Communication“ an der Universität St. Gallen. Im Rahmen seiner Tätigkeit als Unternehmensberater hat er vor allem Change-Projekte im Rahmen von Total-Quality-Management, zur Steigerung der  Kundenzufriedenheit und im Wissensmanagement verantwortet. Er war zwischen 2008 und 2015 Professor für Leadership und Change Management an der SRH FernHochschule Riedlingen. Seit 2014 ist er Adjunct Professor für Psychologie an der University of Nicosia. Seit 2015 ist er Professor für Wirtschaftspsychologie und Empirische Forschung an der Hochschule für Wirtschaft und Umwelt Nürtingen-Geislingen. Dort ist er zudem seit 2016 Studiendekan für den Masterstudiengang "Unternehmensführung". Zudem ist er seit 2017 wissenschaftlicher Leiter des berufsbegleitenden Masterstudiengangs "Wirtschaftspsychologie & Leadership".
Er vertritt das Fachgebiet der Wirtschaftspsychologie mit Themen wie Führungspsychologie, Change Management, Wissensmanagement und Empirische Sozialforschung sowie  Führungskonzepte wie Positive Organizational Scholarship, Neuroleadership und Psychologisches Kapital.

## Werke (Auswahl)
- (Hrsg.): Neuroleadership: Empirische Überprüfung und Nutzenpotenziale für die Praxis. Oldenbourg: De Gruyter Verlag (2014); ISBN 978-3110362695
- Psychological Capital: Psychische Ressourcen und Wettbewerbsfähigkeit. Windmühle Verlag, Hamburg 2013, ISBN 978-3-86451-010-6.
- (Hrsg.): Wirtschaftspsychologie und Organisationserfolg. Pabst Verlag,  Lengrich 2012, ISBN 978-3-89967-775-1.
- (mit Manfred Bornemann): Handbuch Wissensbilanz: Umsetzung und Fallstudien (2. Auflage). Erich Schmidt Verlag, Berlin 2017, ISBN 978-3-503-10652-3.
- (mit Joachim Tries): Konflikt- und Verhandlungsmanagement: Konflikte konstruktiv nutzen. Springer Verlag, Berlin 2008, ISBN 978-3-540-34039-3
- (mit Martin Eppler) (Hrsg.): Wissenskommunikation in Organisationen: Methoden, Instrumente, Theorien. Springer Verlag, Berlin 2004, ISBN 978-3-540-20350-6.
- (mit Peter Pawlowsky) (Hrsg.): Wissensmanagement für die Praxis: Wie wird  Wissensmanagement erfolgreich umgesetzt?. Luchterhand Verlag, Neuwied 2002, ISBN 978-3-472-04816-9.
- Wissen als Ressource: Theoretische Grundlagen, Methoden und Instrumente der Erfassung von Wissen. Peter Lang Verlag, Frankfurt 2001, ISBN 978-3-631-38307-0.
- Das Modell Organisationaler Lernfähigkeit und die Gestaltung Lernfähiger Organisationen. Peter Lang Verlag, Frankfurt 1993, ISBN 978-3-631-46025-2.